# 2-methylpentan-2-ol
2-methylpentan-2-ol is een organische verbinding met als brutoformule C6H14O. De stof wordt in de gaschromatografie gebruikt om onderscheid te kunnen maken tussen verschillende vertakte alcoholen. In de urine van aan 2-methylpentaan blootgestelde personen kan deze stof worden aangetoond.